# Диспут
Диспут (лат. disputātiō — обговорення, міркування) — різновид дискусії, публічне обговорення тієї чи іншої важливої для присутніх проблеми, яке, як правило, завчасно готується і пов'язане з реальним життям, власним досвідом учасників.
Диспут — це спеціально організоване подання, в ході якого відбувається демонстративне зіткнення думок з будь-якого питання (проблеми). Взагалі диспут трактується в словниках — вид діалогічного мовлення, публічний спір на злободенну наукову або розмовно-побутову тему. З приводу цієї проблеми учасники диспуту висловлюють різні думки і судження.
Розгортається диспут завдяки оцінкам, аргументаціям, смисловим зв'язкам із реальним життям, опорі на особистий досвід, яким користуються учасники спору. У диспуті є елементи монологу та діалогу. Діалогічні елементи надають емоційне забарвлення дискусії, а монологічні служать для вираження її логічного змісту. Як виховних потенціалів диспуту можуть бути названі вміння доказово, аргументовано викладати свої погляди, зберігати витримку і спокій, сприймати критику, з повагою ставитися до думки опонента. Г. Плоткін пропонує правила для учасника диспуту:
1. Кожен має право висловити свою думку. Якщо у тебе є що сказати слухачам, нехай вони дізнаються про це.
2. Говори, що думаєш, думай, що говориш! Висловлюйся ясно і чітко. Чи не стверджуй того, в чому не розібрався сам.
3. Постарайся, як можна більш переконливо викласти свою точку зору. Спирайся тільки на достовірні факти.
4. Не повторюй того, що до тебе було сказано.
5. Поважай чужу думку. Постарайся зрозуміти його. Умій вислухати точку зору, з якою не згоден. Будь витриманим. Не перебивай виступаючого. Не давай особистісних оцінок. Правоту доводь доводами, а не криком. Намагайся не нав'язувати своєї думки.
6. Якщо доведено помилковість твоїй позиції, май мужність визнати свою неправоту.
7. Нехай головним підсумком диспуту стане твоє просування по нелегкому шляху осягнення істини.

Починати диспут доцільно з пропозиції прокоментувати будь-який факт, висловлювання, відео (кіно) фрагмент.
Активність учасників диспуту, їхня творча діяльність, яка призводить до самостійного вирішення обговорюваних питань, може стимулюватися евристичними прийомами провідного диспуту або навчального (навідні запитання, оцінні і спонукаючи репліки).
Можна користуватися такими мовними трафаретами:
- Я згоден (згодна), тому що …
- Я не згоден (не згодна), тому що …
- Я висловлюю окрему думку, адже …